# Primer
Als Primer (Pl.: die Primer; IPA: [ˊpʁaɪ̯mɐ]) wird in der Molekularbiologie ein Oligonukleotid bezeichnet, das als Startpunkt für DNA-replizierende Enzyme wie die DNA-Polymerase dient.
DNA-Polymerasen benötigen eine Hydroxygruppe als Startpunkt für ihre erste Verknüpfungsreaktion. Primer stellen mit ihrem 3'-OH-Ende eine passende Hydroxyfunktion zur Verfügung. Primer können sowohl aus DNA als auch aus RNA bestehen. Bei der Replikation dient in Prokaryoten und Eukaryoten RNA als Primermaterial. In Prokaryoten synthetisiert die Primase, auch als DnaG-Protein bezeichnet, die Primersequenzen. In Eukaryoten besitzt die DNA-Polymerase α eine Primasefunktion. Einen Sonderfall stellt die DNA-Synthese an den Telomeren eukaryotischer Zellen dar. Hier dient dem polymerisierenden Enzym Telomerase das 3'-OH-Ende der DNA als Primersequenz. Bei Prokaryoten werden die bei der Replikation auftauchenden Primer durch 5'-3'-Exonukleaseaktivität der Polymerase I oder durch die RNase H entfernt. In eukaryotischen Zellen werden die Primer durch verdrängende DNA-Synthese der Polymerase δ und Restriktion durch die Flap-Endonuklease entfernt. Allelspezifische Oligonukleotide binden an bestimmte SNP.
Auch bei der In-vitro-Amplifikation von DNA, beispielsweise bei der Polymerase-Kettenreaktion (PCR), der DNA-Sequenzierung oder bei der reversen Transkription, werden Primer benötigt. Hier lässt sich mit Hilfe der Primer der spezifische DNA-Abschnitt, der amplifiziert werden soll, festlegen.

## Primerdesign
Der gezielte Entwurf von Primern wird als Primerdesign bezeichnet. Für die PCR-Methode werden Nukleotidsequenzen, die den zu amplifizierenden DNA-Abschnitt flankieren, bestimmt. Gemäß diesen Sequenzen werden nun passende Primersequenzen per Phosphoramidit-Synthese hergestellt. Ein Primer repräsentiert hierbei jeweils den gegenläufigen Strang zu seinem „Primerpartner“. Primer für PCR-Ansätze haben in der Regel eine Länge von 18–30 Nukleotiden. Diverse Biotechnologiefirmen bieten mittlerweile maßgeschneiderte Primer für molekularbiologische Anwendungen an. Durch maßgeschneiderte Mismatch primer lassen sich über die PCR-Technik auch gezielt Mutationen in Gene einführen, die z. B. im Austausch einer Aminosäure bestehen.